# Црква светог великомученика Георгија (Чанад)
Црква светог великомученика Георгија је један од православних храмова Српске православне цркве у Чанаду (Magyarcsanád). Црква припада Будимској епархији Српске православне цркве.
Црква у Чанаду је посвећена светом великомученику Георгију.

## Историјат
Године 1808. је изграђена Велика православна црква и припадала је истовремено и Србима и Румунима. Средином 19. века због локалних несугласица Срби одлучују да уз новчану надокнаду и финансијску помоћ мађарског краља Франца Јозефа препусте цркву Румунима. До краја изградње нове цркве Срби су службу вршили у локалној школи.
Садашња српска црква, у част Светог Ђорђа, подигнута је по угледу на првобитну цркву 1880. године и мањих је димензија. Грађена је од 1875. до 1880. године.
Градитељ цркве био је Михаилов Јаник, арадски мајстор. Белоцрквански сликар Георгије-Ђока Путник (1851-1905) је осликао иконостас 1898. године. Са њим је радио и његов син Јоца. На једном од зидова цркве налази се спомен плоча погинулим мештанима у Првом светском рату.
У октобру 1944. године црква је тешко страдала и тада јој је спаљен кров и торањ. У периоду од 1996. до 1997. године је последњи пут реновирана.

## Архитектура
За градњу цркве нису рађени нацрти, већ је рађена по угледу на Велику православну цркву, у мањем обиму. Због смањења габарита, углови централне фасаде главне фасаде затворени су само једним стубом, бочна фасада је подељена низом стубова од три прозора, слепог прозора и глатког унутрашњег лука. Првобитно су оба бочна фронта била опремљена вратима, а сада се користи јужна страна.
Унутар наоса, изнад бочне капије, налази се мермерна плоча на којој су исписана имена ктитора и градитеља. Напољу је једна мермерна плоча у знак сећања на имена Срба палих у Првом светском рату, а друга на 290. годишњицу њиховог насељавања.